# Kabinetten-Asquith
Het kabinet-Asquith I was de uitvoerende macht van de Britse overheid van 8 april 1908 tot 10 februari 1910. Het kabinet werd gevormd door de Liberal Party na het aftreden van premier Henry Campbell-Bannerman waarna Herbert Henry Asquith de voormalig minister van Financiën werd gekozen als opvolger als partijleider van de Liberal Party en werd benoemd als de nieuwe premier. De meeste ambtsbekleders werden behouden van het vorige kabinet. In het kabinet zaten meerdere prominenten zoals: David Lloyd George, Edward Grey, Winston Churchill en Herbert Samuel.

## Samenstelling
| Ambtsbekleder                                                           | Ambtsbekleder          | Ambtsbekleder                                          | Functie                                  | Ambtstermijn     | Ambtstermijn     | Partij        |
| ----------------------------------------------------------------------- | ---------------------- | ------------------------------------------------------ | ---------------------------------------- | ---------------- | ---------------- | ------------- |
|                                                                         | Herbert Henry Asquith  | Herbert Henry Asquith (1852–1928)                      | Premier                                  | 8 april 1908     | 7 december 1916  | Liberal Party |
| Leader of the House of Commons                                          | Herbert Henry Asquith  | Herbert Henry Asquith (1852–1928)                      |                                          | 8 april 1908     | 7 december 1916  | Liberal Party |
|                                                                         | David Lloyd George     | David Lloyd George (1863–1945)                         | Minister van Financiën                   | 8 april 1908     | 7 december 1916  | Liberal Party |
|                                                                         | Edward Grey            | Sir Edward Grey (1862–1933)                            | Minister van Buitenlandse Zaken          | 10 december 1905 | 7 december 1916  | Liberal Party |
|                                                                         | Herbert Gladstone      | Herbert Gladstone (1854–1930)                          | Minister van Binnenlandse Zaken          | 10 december 1905 | 10 februari 1910 | Liberal Party |
|                                                                         | Edward Marjoribanks    | Baron Tweedmouth Edward Marjoribanks (1849–1909)       | Lord President of the Council            | 8 april 1908     | 14 oktober 1908  | Liberal Party |
|                                                                         | Henry Fowler           | Burggraaf Wolverhampton Henry Fowler (1830–1911)       | Lord President of the Council            | 14 oktober 1908  | 15 juni 1910     | Liberal Party |
|                                                                         | George Robinson        | Markies van Ripon George Robinson (1827–1909)          | Lord Privy Seal                          | 10 december 1905 | 14 oktober 1908  | Liberal Party |
| Leader of the House of Lords                                            | George Robinson        | Markies van Ripon George Robinson (1827–1909)          | 8 april 1908                             |                  | 14 oktober 1908  | Liberal Party |
|                                                                         | Robert Crewe-Milnes    | Markies van Crewe Robert Crewe-Milnes (1858–1945)      | Lord Privy Seal                          | 14 oktober 1908  | 24 oktober 1911  | Liberal Party |
| Leader of the House of Lords                                            | Robert Crewe-Milnes    | Markies van Crewe Robert Crewe-Milnes (1858–1945)      |                                          | 14 oktober 1908  | 24 oktober 1911  | Liberal Party |
|                                                                         | Richard Haldane        | Burggraaf Haldane Richard Haldane (1856–1928)          | Minister voor Oorlog                     | 10 december 1905 | 12 juni 1912     | Liberal Party |
|                                                                         | Reginald McKenna       | Reginald McKenna (1863–1943)                           | Minister voor de Marine                  | 8 april 1908     | 24 oktober 1911  | Liberal Party |
|                                                                         | Winston Churchill      | Winston Churchill (1874–1965)                          | Voorzitter van de Handelsraad            | 8 april 1908     | 10 februari 1910 | Liberal Party |
|                                                                         | John Burns             | John Burns (1858–1943)                                 | Voorzitter van de raad voor Lokale Zaken | 10 december 1905 | 14 februari 1914 | Liberal Party |
|                                                                         | Walter Runciman        | Walter Runciman (1870–1949)                            | Minister van Onderwijs                   | 8 april 1908     | 24 oktober 1911  | Liberal Party |
|                                                                         |                        | Lewis Harcourt (1863–1920)                             | Minister van Openbare Werken             | 10 december 1905 | 3 november 1910  | Liberal Party |
|                                                                         | Charles Wynn-Carington | Baron Carrington Charles Wynn-Carington (1843–1928)    | Minister van Landbouw en Visserij        | 10 december 1905 | 3 november 1910  | Liberal Party |
|                                                                         | Henry Fowler           | Sir Henry Fowler (1830–1911)                           | Kanselier van het Hertogdom Lancaster    | 10 december 1905 | 14 oktober 1908  | Liberal Party |
|                                                                         | Edmond Fitzmaurice     | Baron Fitzmaurice Edmond Fitzmaurice (1846–1935)       | Kanselier van het Hertogdom Lancaster    | 14 oktober 1908  | 25 juni 1909     | Liberal Party |
|                                                                         | Herbert Samuel         | Herbert Samuel (1870–1963)                             | Kanselier van het Hertogdom Lancaster    | 25 juni 1909     | 10 februari 1910 | Liberal Party |
|                                                                         | Robert Crewe-Milnes    | Markies van Crewe Robert Crewe-Milnes (1858–1945)      | Minister voor Koloniale Zaken            | 8 april 1908     | 3 november 1910  | Liberal Party |
|                                                                         | John Morley            | Burggraaf Morley van Blackburn John Morley (1838–1923) | Minister voor Brits-Indië                | 10 december 1905 | 3 november 1910  | Liberal Party |
|                                                                         |                        | Baron Pentland John Sinclair (1860–1925)               | Minister voor Schotland                  | 10 december 1905 | 12 februari 1912 | Liberal Party |
|                                                                         | Augustine Birrell      | Augustine Birrell (1850–1933)                          | Minister voor Ierland                    | 8 april 1908     | 25 mei 1915      | Liberal Party |
| Formeel geen leden van het kabinet, maar woonde kabinetsvergadering bij |                        |                                                        |                                          |                  |                  |               |
| Ambtsbekleder                                                           | Ambtsbekleder          | Ambtsbekleder                                          | Functie                                  | Ambtstermijn     | Ambtstermijn     | Partij        |
|                                                                         |                        | Richard Causton (1843–1929)                            | Thesaurier-generaal                      | 10 december 1905 | 10 februari 1910 | Liberal Party |
|                                                                         |                        | Sir William Robson (1852–1918)                         | Advocaat-generaal                        | 28 januari 1908  | 8 oktober 1910   | Liberal Party |
|                                                                         | Sydney Buxton          | Sir Sydney Buxton (1853–1934)                          | Minister voor Posterijen                 | 8 april 1908     | 10 februari 1910 | Liberal Party |

## Kabinet-Asquith II van het Verenigd Koninkrijk (1910)
Het kabinet-Asquith II was de uitvoerende macht van de Britse overheid van 10 februari 1910 tot 20 december 1910. Het kabinet werd gevormd door de Liberal Party na de verkiezingen van januari 1910 met premier Herbert Henry Asquith van de Liberal Party voor een tweede termijn als premier.
| Ambtsbekleder                                                           | Ambtsbekleder          | Ambtsbekleder                                          | Functie                                  | Ambtstermijn     | Ambtstermijn     | Partij        |
| ----------------------------------------------------------------------- | ---------------------- | ------------------------------------------------------ | ---------------------------------------- | ---------------- | ---------------- | ------------- |
|                                                                         | Herbert Henry Asquith  | Herbert Henry Asquith (1852–1928)                      | Premier                                  | 8 april 1908     | 7 december 1916  | Liberal Party |
| Leader of the House of Commons                                          | Herbert Henry Asquith  | Herbert Henry Asquith (1852–1928)                      |                                          | 8 april 1908     | 7 december 1916  | Liberal Party |
|                                                                         | David Lloyd George     | David Lloyd George (1863–1945)                         | Minister van Financiën                   | 8 april 1908     | 7 december 1916  | Liberal Party |
|                                                                         | Edward Grey            | Sir Edward Grey (1862–1933)                            | Minister van Buitenlandse Zaken          | 10 december 1905 | 7 december 1916  | Liberal Party |
|                                                                         | Winston Churchill      | Winston Churchill (1874–1965)                          | Minister van Binnenlandse Zaken          | 10 februari 1910 | 24 oktober 1911  | Liberal Party |
|                                                                         | Henry Fowler           | Burggraaf Wolverhampton Henry Fowler (1830–1911)       | Lord President of the Council            | 14 oktober 1908  | 15 juni 1910     | Liberal Party |
|                                                                         | William Lygon          | Graaf Beauchamp William Lygon (1872–1938)              | Lord President of the Council            | 15 juni 1910     | 3 november 1910  | Liberal Party |
|                                                                         | John Morley            | Burggraaf Morley van Blackburn John Morley (1838–1923) | Lord President of the Council            | 3 november 1910  | 4 augustus 1914  | Liberal Party |
|                                                                         | Robert Crewe-Milnes    | Markies van Crewe Robert Crewe-Milnes (1858–1945)      | Lord Privy Seal                          | 14 oktober 1908  | 24 oktober 1911  | Liberal Party |
| Leader of the House of Lords                                            | Robert Crewe-Milnes    | Markies van Crewe Robert Crewe-Milnes (1858–1945)      |                                          | 14 oktober 1908  | 24 oktober 1911  | Liberal Party |
|                                                                         | Richard Haldane        | Burggraaf Haldane Richard Haldane (1856–1928)          | Minister voor Oorlog                     | 10 december 1905 | 12 juni 1912     | Liberal Party |
|                                                                         | Reginald McKenna       | Reginald McKenna (1863–1943)                           | Minister voor de Marine                  | 8 april 1908     | 24 oktober 1911  | Liberal Party |
|                                                                         | Sydney Buxton          | Sir Sydney Buxton (1853–1934)                          | Voorzitter van de Handelsraad            | 10 februari 1910 | 4 augustus 1914  | Liberal Party |
|                                                                         | John Burns             | John Burns (1858–1943)                                 | Voorzitter van de raad voor Lokale Zaken | 10 december 1905 | 14 februari 1914 | Liberal Party |
|                                                                         | Walter Runciman        | Walter Runciman (1870–1949)                            | Minister van Onderwijs                   | 8 april 1908     | 24 oktober 1911  | Liberal Party |
|                                                                         |                        | Lewis Harcourt (1863–1920)                             | Minister van Openbare Werken             | 10 december 1905 | 3 november 1910  | Liberal Party |
|                                                                         | William Lygon          | Graaf Beauchamp William Lygon (1872–1938)              | Minister van Openbare Werken             | 3 november 1910  | 4 augustus 1914  | Liberal Party |
|                                                                         | Charles Wynn-Carington | Baron Carrington Charles Wynn-Carington (1843–1928)    | Minister van Landbouw en Visserij        | 10 december 1905 | 3 november 1910  | Liberal Party |
|                                                                         | Walter Runciman        | Walter Runciman (1870–1949)                            | Minister van Landbouw en Visserij        | 3 november 1910  | 4 augustus 1914  | Liberal Party |
|                                                                         | Jack Pease             | Jack Pease (1860–1943)                                 | Kanselier van het Hertogdom Lancaster    | 10 februari 1910 | 24 oktober 1911  | Liberal Party |
|                                                                         | Robert Crewe-Milnes    | Markies van Crewe Robert Crewe-Milnes (1858–1945)      | Minister voor Koloniale Zaken            | 8 april 1908     | 3 november 1910  | Liberal Party |
|                                                                         |                        | Lewis Harcourt (1863–1920)                             | Minister voor Koloniale Zaken            | 3 november 1910  | 25 mei 1915      | Liberal Party |
|                                                                         | John Morley            | Burggraaf Morley van Blackburn John Morley (1838–1923) | Minister voor Brits-Indië                | 10 december 1905 | 3 november 1910  | Liberal Party |
|                                                                         | Robert Crewe-Milnes    | Markies van Crewe Robert Crewe-Milnes (1858–1945)      | Minister voor Brits-Indië                | 3 november 1910  | 25 mei 1915      | Liberal Party |
|                                                                         |                        | Baron Pentland John Sinclair (1860–1925)               | Minister voor Schotland                  | 10 december 1905 | 12 februari 1912 | Liberal Party |
|                                                                         | Augustine Birrell      | Augustine Birrell (1850–1933)                          | Minister voor Ierland                    | 8 april 1908     | 25 mei 1915      | Liberal Party |
| Formeel geen leden van het kabinet, maar woonde kabinetsvergadering bij |                        |                                                        |                                          |                  |                  |               |
| Ambtsbekleder                                                           | Ambtsbekleder          | Ambtsbekleder                                          | Functie                                  | Ambtstermijn     | Ambtstermijn     | Partij        |
|                                                                         |                        | Baron Ashby van St Ledgers Ivor Guest (1873–1939)      | Thesaurier-generaal                      | 10 februari 1910 | 12 juni 1912     | Liberal Party |
|                                                                         |                        | Sir William Robson (1852–1918)                         | Advocaat-generaal                        | 28 januari 1908  | 8 oktober 1910   | Liberal Party |
|                                                                         | Rufus Isaacs           | Sir Rufus Isaacs (1860–1935)                           | Advocaat-generaal                        | 8 oktober 1910   | 19 oktober 1913  | Liberal Party |
|                                                                         | Herbert Samuel         | Herbert Samuel (1870–1963)                             | Minister voor Posterijen                 | 10 februari 1910 | 12 juni 1912     | Liberal Party |

## Kabinet-Asquith III van het Verenigd Koninkrijk (1910-1915)
Het kabinet-Asquith III was de uitvoerende macht van de Britse overheid van 20 december 1910 tot 25 mei 1915. Het kabinet werd gevormd door de Liberal Party na de verkiezingen van januari 1910 met premier Herbert Henry Asquith van de Liberal Party voor een tweede termijn als premier.
| Ambtsbekleder                                                           | Ambtsbekleder          | Ambtsbekleder                                               | Functie                                  | Ambtstermijn     | Ambtstermijn     | Partij        |
| ----------------------------------------------------------------------- | ---------------------- | ----------------------------------------------------------- | ---------------------------------------- | ---------------- | ---------------- | ------------- |
|                                                                         | Herbert Henry Asquith  | Herbert Henry Asquith (1852–1928)                           | Premier                                  | 8 april 1908     | 7 december 1916  | Liberal Party |
| Leader of the House of Commons                                          | Herbert Henry Asquith  | Herbert Henry Asquith (1852–1928)                           |                                          | 8 april 1908     | 7 december 1916  | Liberal Party |
|                                                                         | David Lloyd George     | David Lloyd George (1863–1945)                              | Minister van Financiën                   | 8 april 1908     | 7 december 1916  | Liberal Party |
|                                                                         | Edward Grey            | Sir Edward Grey (1862–1933)                                 | Minister van Buitenlandse Zaken          | 10 december 1905 | 7 december 1916  | Liberal Party |
|                                                                         | Winston Churchill      | Winston Churchill (1874–1965)                               | Minister van Binnenlandse Zaken          | 10 februari 1910 | 24 oktober 1911  | Liberal Party |
|                                                                         | Reginald McKenna       | Reginald McKenna (1863–1943)                                | Minister van Binnenlandse Zaken          | 24 oktober 1911  | 25 mei 1915      | Liberal Party |
|                                                                         | John Morley            | Burggraaf Morley van Blackburn John Morley (1838–1923)      | Lord President of the Council            | 3 november 1910  | 4 augustus 1914  | Liberal Party |
|                                                                         | William Lygon          | Graaf Beauchamp William Lygon (1872–1938)                   | Lord President of the Council            | 4 augustus 1914  | 25 mei 1915      | Liberal Party |
|                                                                         | Robert Crewe-Milnes    | Markies van Crewe Robert Crewe-Milnes (1858–1945)           | Lord Privy Seal                          | 14 oktober 1908  | 24 oktober 1911  | Liberal Party |
|                                                                         | Charles Wynn-Carington | Baron Carrington Charles Wynn-Carington (1843–1928)         | Lord Privy Seal                          | 24 oktober 1911  | 12 februari 1912 | Liberal Party |
|                                                                         | Robert Crewe-Milnes    | Markies van Crewe Robert Crewe-Milnes (1858–1945)           | Lord Privy Seal                          | 12 februari 1912 | 25 mei 1915      | Liberal Party |
|                                                                         | Robert Crewe-Milnes    | Markies van Crewe Robert Crewe-Milnes (1858–1945)           | Leader of the House of Lords             | 8 april 1908     | 7 december 1916  | Liberal Party |
|                                                                         | Richard Haldane        | Burggraaf Haldane Richard Haldane (1856–1928)               | Minister voor Oorlog                     | 10 december 1905 | 12 juni 1912     | Liberal Party |
|                                                                         | Jack Seely             | Major General Jack Seely (1868–1947)                        | Minister voor Oorlog                     | 12 juni 1912     | 30 maart 1914    | Liberal Party |
|                                                                         | Herbert Henry Asquith  | Herbert Henry Asquith (1852–1928)                           | Minister voor Oorlog                     | 30 maart 1914    | 4 augustus 1914  | Liberal Party |
|                                                                         | Herbert Kitchener      | Field Marshal Graaf Kitchener Herbert Kitchener (1850–1916) | Minister voor Oorlog                     | 4 augustus 1914  | 5 juni 1916      | Liberal Party |
|                                                                         | Reginald McKenna       | Reginald McKenna (1863–1943)                                | Minister voor de Marine                  | 8 april 1908     | 24 oktober 1911  | Liberal Party |
|                                                                         | Winston Churchill      | Winston Churchill (1874–1965)                               | Minister voor de Marine                  | 24 oktober 1911  | 25 mei 1915      | Liberal Party |
|                                                                         | Sydney Buxton          | Sir Sydney Buxton (1853–1934)                               | Voorzitter van de Handelsraad            | 10 februari 1910 | 14 februari 1914 | Liberal Party |
|                                                                         | John Burns             | John Burns (1858–1943)                                      | Voorzitter van de Handelsraad            | 14 februari 1914 | 4 augustus 1914  | Liberal Party |
|                                                                         | Walter Runciman        | Walter Runciman (1870–1949)                                 | Voorzitter van de Handelsraad            | 4 augustus 1914  | 25 mei 1915      | Liberal Party |
|                                                                         | John Burns             | John Burns (1858–1943)                                      | Voorzitter van de raad voor Lokale Zaken | 10 december 1905 | 14 februari 1914 | Liberal Party |
|                                                                         | Herbert Samuel         | Herbert Samuel (1870–1963)                                  | Voorzitter van de raad voor Lokale Zaken | 14 februari 1914 | 25 mei 1915      | Liberal Party |
|                                                                         | Walter Runciman        | Walter Runciman (1870–1949)                                 | Minister van Onderwijs                   | 8 april 1908     | 24 oktober 1911  | Liberal Party |
|                                                                         | Jack Pease             | Jack Pease (1860–1943)                                      | Minister van Onderwijs                   | 24 oktober 1911  | 25 mei 1915      | Liberal Party |
|                                                                         | William Lygon          | Graaf Beauchamp William Lygon (1872–1938)                   | Minister van Openbare Werken             | 3 november 1910  | 4 augustus 1914  | Liberal Party |
|                                                                         |                        | Baron Emmot Alfred Emmott (1858–1926)                       | Minister van Openbare Werken             | 4 augustus 1914  | 25 mei 1915      | Liberal Party |
|                                                                         | Walter Runciman        | Walter Runciman (1870–1949)                                 | Minister van Landbouw en Visserij        | 3 november 1910  | 4 augustus 1914  | Liberal Party |
|                                                                         | Auberon Herbert        | Baron Lucas Auberon Herbert (1876–1916)                     | Minister van Landbouw en Visserij        | 4 augustus 1914  | 25 mei 1915      | Liberal Party |
|                                                                         | Jack Pease             | Jack Pease (1860–1943)                                      | Kanselier van het Hertogdom Lancaster    | 10 februari 1910 | 24 oktober 1911  | Liberal Party |
|                                                                         |                        | Charles Hobhouse (1862–1941)                                | Kanselier van het Hertogdom Lancaster    | 24 oktober 1911  | 14 februari 1914 | Liberal Party |
|                                                                         |                        | Charles Masterman (1873–1927)                               | Kanselier van het Hertogdom Lancaster    | 14 februari 1914 | 3 februari 1915  | Liberal Party |
|                                                                         | Edwin Montagu          | Sir Edwin Montagu (1879–1924)                               | Kanselier van het Hertogdom Lancaster    | 3 februari 1915  | 25 mei 1915      | Liberal Party |
|                                                                         |                        | Lewis Harcourt (1863–1920)                                  | Minister voor Koloniale Zaken            | 3 november 1910  | 25 mei 1915      | Liberal Party |
|                                                                         | Robert Crewe-Milnes    | Markies van Crewe Robert Crewe-Milnes (1858–1945)           | Minister voor Brits-Indië                | 3 november 1910  | 25 mei 1915      | Liberal Party |
|                                                                         |                        | Baron Pentland John Sinclair (1860–1925)                    | Minister voor Schotland                  | 10 december 1905 | 12 februari 1912 | Liberal Party |
|                                                                         | McKinnon Wood          | McKinnon Wood (1855–1927)                                   | Minister voor Schotland                  | 12 februari 1912 | 10 juli 1916     | Liberal Party |
|                                                                         | Augustine Birrell      | Augustine Birrell (1850–1933)                               | Minister voor Ierland                    | 8 april 1908     | 25 mei 1915      | Liberal Party |
| Formeel geen leden van het kabinet, maar woonde kabinetsvergadering bij |                        |                                                             |                                          |                  |                  |               |
| Ambtsbekleder                                                           | Ambtsbekleder          | Ambtsbekleder                                               | Functie                                  | Ambtstermijn     | Ambtstermijn     | Partij        |
|                                                                         |                        | Baron Ashby van St Ledgers Ivor Guest (1873–1939)           | Thesaurier-generaal                      | 10 februari 1910 | 12 juni 1912     | Liberal Party |
|                                                                         | Edward Strachey        | Baron Strachie Edward Strachey (1858–1936)                  | Thesaurier-generaal                      | 12 juni 1912     | 25 mei 1915      | Liberal Party |
|                                                                         | Rufus Isaacs           | Sir Rufus Isaacs (1860–1935)                                | Advocaat-generaal                        | 8 oktober 1910   | 19 oktober 1913  | Liberal Party |
|                                                                         | John Simon             | Sir John Simon (1873–1954)                                  | Advocaat-generaal                        | 19 oktober 1913  | 25 mei 1915      | Liberal Party |

## Kabinet-Asquith IV van het Verenigd Koninkrijk (1915-1916)
Het kabinet-Asquith IV was de uitvoerende macht van de Britse overheid van 26 augustus 1931 tot 5 november 1931. Het kabinet werd gevormd door National Labour, de Conservative Party, de Liberal Party en de National Liberal Party na de verkiezingen van 1931 met zittend premier Ramsay MacDonald de partijleider van de nieuwe National Labour een afsplitsing van de Labour Party voor een derde termijn als premier. Het kabinet was een grote coalitie en de eerste van de vier nationale kabinetten.
In het kabinet zaten meerdere prominenten zoals: Edward Grey, Herbert Samuel, George Curzon, Herbert Kitchener, Arthur Balfour, Arthur Henderson, Winston Churchill, Bonar Law, Austen Chamberlain, David Lloyd George, Robert Cecil en Edward Carson. Maar liefst vier ambtsbekleder waren nobelprijswinnaars: Arthur Henderson, Winston Churchill, Austen Chamberlain en Robert Cecil.
| Ambtsbekleder                                                           | Ambtsbekleder           | Ambtsbekleder                                               | Functie                               | Ambtstermijn     | Ambtstermijn     | Partij               |
| ----------------------------------------------------------------------- | ----------------------- | ----------------------------------------------------------- | ------------------------------------- | ---------------- | ---------------- | -------------------- |
|                                                                         | Herbert Henry Asquith   | Herbert Henry Asquith (1852–1928)                           | Premier                               | 8 april 1908     | 7 december 1916  | Liberal Party        |
| Leader of the House of Commons                                          | Herbert Henry Asquith   | Herbert Henry Asquith (1852–1928)                           |                                       | 8 april 1908     | 7 december 1916  | Liberal Party        |
|                                                                         | Reginald McKenna        | Reginald McKenna (1863–1943)                                | Minister van Financiën                | 25 mei 1915      | 7 december 1916  | Liberal Party        |
|                                                                         | Edward Grey             | Sir Edward Grey (1862–1933)                                 | Minister van Buitenlandse Zaken       | 5 december 1905  | 7 december 1916  | Liberal Party        |
|                                                                         | John Simon              | Sir John Simon (1873–1954)                                  | Minister van Binnenlandse Zaken       | 25 mei 1915      | 12 januari 1916  | Liberal Party        |
|                                                                         | Herbert Samuel          | Herbert Samuel (1870–1963)                                  | Minister van Binnenlandse Zaken       | 12 januari 1916  | 7 december 1916  | Liberal Party        |
|                                                                         | Robert Crewe-Milnes     | Markies van Crewe Robert Crewe-Milnes (1858–1945)           | Lord President of the Council         | 25 mei 1915      | 7 december 1916  | Liberal Party        |
| Leader of the House of Lords                                            | Robert Crewe-Milnes     | Markies van Crewe Robert Crewe-Milnes (1858–1945)           | 8 april 1908                          |                  | 7 december 1916  | Liberal Party        |
| Minister van Handel                                                     | Robert Crewe-Milnes     | Markies van Crewe Robert Crewe-Milnes (1858–1945)           | 6 augustus 1916                       |                  | 7 december 1916  | Liberal Party        |
| Minister van Onderwijs                                                  | Robert Crewe-Milnes     | Markies van Crewe Robert Crewe-Milnes (1858–1945)           | 6 augustus 1916                       |                  | 7 december 1916  | Liberal Party        |
|                                                                         | George Curzon           | Markies van Curzon van Kedleston George Curzon (1859–1925)  | Lord Privy Seal                       | 25 mei 1915      | 7 december 1916  | Conservative Party   |
| Minister voor de Luchtmacht                                             | George Curzon           | Markies van Curzon van Kedleston George Curzon (1859–1925)  | 16 mei 1916                           | 3 januari 1917   |                  | Conservative Party   |
|                                                                         | Stanley Buckmaster      | Burggraaf Buckmaster Stanley Buckmaster (1861–1934)         | Lord Chancellor                       | 25 mei 1915      | 7 december 1916  | Liberal Party        |
|                                                                         | Herbert Kitchener       | Field Marshal Graaf Kitchener Herbert Kitchener (1850–1916) | Minister voor Oorlog                  | 4 augustus 1914  | 5 juni 1916      | Onafhankelijk        |
|                                                                         | David Lloyd George      | David Lloyd George (1863–1945)                              | Minister voor Oorlog                  | 5 juni 1916      | 7 december 1916  | Liberal Party        |
|                                                                         | Arthur Balfour          | Arthur Balfour (1848–1930)                                  | Minister voor de Marine               | 25 mei 1915      | 7 december 1916  | Conservative Party   |
|                                                                         | Walter Runciman         | Walter Runciman (1870–1949)                                 | Minister van Handel                   | 4 augustus 1914  | 6 augustus 1916  | Liberal Party        |
|                                                                         | Arthur Henderson        | Arthur Henderson (1863–1935)                                | Minister van Onderwijs                | 25 mei 1915      | 6 augustus 1916  | Labour Party         |
|                                                                         |                         | Lewis Harcourt (1863–1920)                                  | Minister van Openbare Werken          | 25 mei 1915      | 7 december 1916  | Liberal Party        |
|                                                                         | Walter Long             | Walter Long (1854–1924)                                     | Minister van Lokale Zaken             | 25 mei 1915      | 7 december 1916  | Conservative Party   |
|                                                                         | William Palmer          | Graaf van Selborne William Palmer (1859–1942)               | Minister van Landbouw en Visserij     | 25 mei 1915      | 11 juli 1916     | Conservative Party   |
|                                                                         | David Lindsay           | Graaf van Crawford David Lindsay (1871–1940)                | Minister van Landbouw en Visserij     | 11 juli 1916     | 7 december 1916  | Conservative Party   |
|                                                                         | Winston Churchill       | Winston Churchill (1874–1965)                               | Kanselier van het Hertogdom Lancaster | 25 mei 1915      | 25 november 1915 | Liberal Party        |
|                                                                         | Herbert Samuel          | Herbert Samuel (1870–1963)                                  | Kanselier van het Hertogdom Lancaster | 25 november 1915 | 12 januari 1916  | Liberal Party        |
|                                                                         | Edwin Montagu           | Sir Edwin Montagu (1879–1924)                               | Kanselier van het Hertogdom Lancaster | 12 januari 1916  | 10 juli 1916     | Liberal Party        |
|                                                                         | McKinnon Wood           | McKinnon Wood (1855–1927)                                   | Kanselier van het Hertogdom Lancaster | 10 juli 1916     | 7 december 1916  | Liberal Party        |
|                                                                         | Bonar Law               | Bonar Law (1858–1923)                                       | Minister voor Koloniale Zaken         | 25 mei 1915      | 7 december 1916  | Conservative Party   |
|                                                                         | Austen Chamberlain      | Austen Chamberlain (1863–1937)                              | Minister voor Brits-Indië             | 25 mei 1915      | 7 december 1916  | Conservative Party   |
|                                                                         | McKinnon Wood           | McKinnon Wood (1855–1927)                                   | Minister voor Schotland               | 25 mei 1915      | 10 juli 1916     | Liberal Party        |
|                                                                         | Harold Tennant          | Harold Tennant (1865–1935)                                  | Minister voor Schotland               | 10 juli 1916     | 7 december 1916  | Liberal Party        |
|                                                                         | Augustine Birrell       | Augustine Birrell (1850–1933)                               | Minister voor Ierland                 | 23 januari 1907  | 3 mei 1916       | Liberal Party        |
|                                                                         |                         |                                                             | Minister voor Ierland                 | Vacant           |                  |                      |
|                                                                         | Henry Duke              | Sir Henry Duke (1855–1939)                                  | Minister voor Ierland                 | 30 juli 1916     | 6 mei 1918       | Conservative Party   |
|                                                                         | Henry Petty-Fitzmaurice | Markies van Lansdowne Henry Petty- Fitzmaurice (1845–1927)  | Minister zonder portefeuille          | 25 mei 1915      | 7 december 1916  | Conservative Party   |
| Formeel geen leden van het kabinet, maar woonde kabinetsvergadering bij |                         |                                                             |                                       |                  |                  |                      |
| Ambtsbekleder                                                           | Ambtsbekleder           | Ambtsbekleder                                               | Functie                               | Ambtstermijn     | Ambtstermijn     | Partij               |
|                                                                         | David Lloyd George      | David Lloyd George (1863–1945)                              | Minister voor Munitie                 | 25 mei 1915      | 10 juli 1916     | Liberal Party        |
|                                                                         | Edwin Montagu           | Sir Edwin Montagu (1879–1924)                               | Minister voor Munitie                 | 10 juli 1916     | 7 december 1916  | Liberal Party        |
|                                                                         | Robert Cecil            | Heer Cecil van Salisbury Robert Cecil (1864–1958)           | Minister voor Blokkades               | 23 februari 1916 | 18 juli 1918     | Conservative Party   |
|                                                                         |                         | Baron Newton Thomas Legh (1857–1942)                        | Thesaurier-generaal                   | 25 mei 1915      | 6 augustus 1916  | Conservative Party   |
|                                                                         | Arthur Henderson        | Arthur Henderson (1863–1935)                                | Thesaurier-generaal                   | 6 augustus 1916  | 7 december 1916  | Labour Party         |
|                                                                         | Edward Carson           | Sir Edward Carson (1854–1935)                               | Advocaat-generaal                     | 25 mei 1915      | 20 oktober 1915  | Irish Unionist Party |
|                                                                         | Frederick Edwin Smith   | Graaf van Birkenhead Frederick Edwin Smith (1872–1930)      | Advocaat-generaal                     | 20 oktober 1915  | 10 januari 1919  | Conservative Party   |
|                                                                         | Herbert Samuel          | Herbert Samuel (1870–1963)                                  | Minister voor Posterijen              | 25 mei 1915      | 12 januari 1916  | Liberal Party        |
|                                                                         | Jack Pease              | Jack Pease (1860–1943)                                      | Minister voor Posterijen              | 12 januari 1916  | 7 december 1916  | Liberal Party        |

Russell I ·
Smith-Stanley I ·
Hamilton-Gordon ·
Temple I ·
Smith-Stanley II ·
Temple II ·
Russell II ·
Smith-Stanley III ·
Disraeli I ·
Gladstone I ·
Disraeli II ·
Gladstone II ·
Gascoyne-Cecil I ·
Gladstone III ·
Gascoyne-Cecil II ·
Gladstone IV ·
Primrose ·
Gascoyne-Cecil III ·
Gascoyne-Cecil IV ·
Balfour ·
Campbell-Bannerman ·
Asquith I ·
Asquith II ·
Asquith III ·
Asquith IV ·
Lloyd George I ·
Lloyd George II ·
Law ·
Baldwin I ·
MacDonald I ·
Baldwin II ·
MacDonald II ·
MacDonald III ·
MacDonald IV ·
Baldwin III ·
Chamberlain I ·
Chamberlain II ·
Churchill I ·
Churchill II ·
Attlee I ·
Attlee II ·
Churchill III ·
Eden ·
Macmillan I ·
Macmillan II ·
Douglas-Home ·
Wilson I ·
Wilson II ·
Heath ·
Wilson III ·
Callaghan ·
Thatcher I ·
Thatcher II ·
Thatcher III ·
Major I ·
Major II ·
Blair I ·
Blair II ·
Blair III ·
Brown ·
Cameron I ·
Cameron II ·
May I ·
May II ·
Johnson I ·
Johnson II ·
Truss ·
Sunak ·
Starmer